# Matra-Hachette Alice

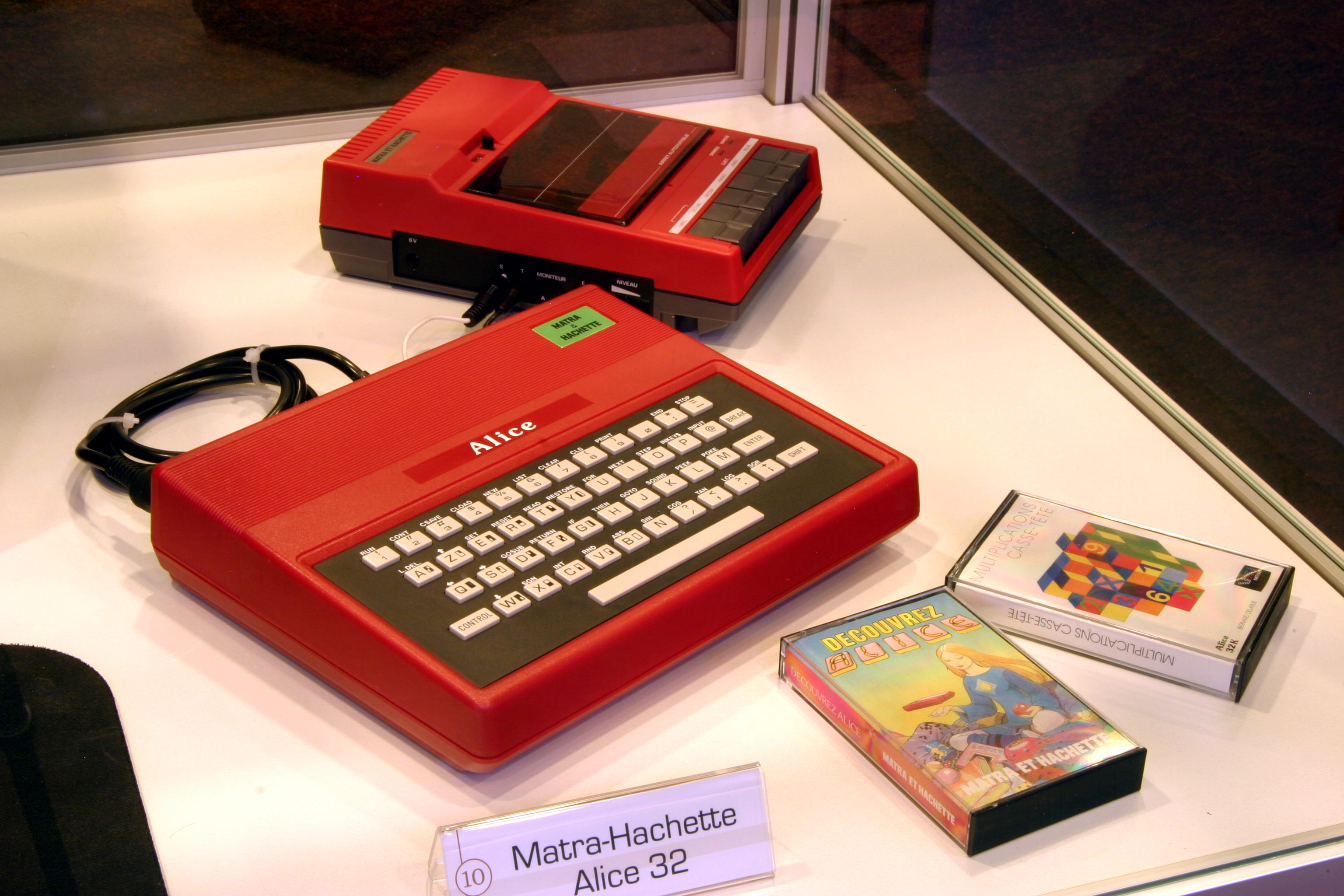
Alice med bandspelare.

Alice är en hemdator tillverkad av Matra i samarbete med Hachette, lanserad 1983 i Frankrike. Två uppföljare, Alice 32 och Alice 90, kom under följande år.

## Bakgrund
Matra hade 1981 inlett ett samarbete med den amerikanska datortillverkaren Tandy och tillverkade deras datorer på licens i en nyköpt fabrik i Witzenheim utanför Colmar i Elsass. För den växande hemdatormarknaden började man att tillverka en version av Tandys lågprisdator MC-10. I projektet ingick även förlagshuset Hachette, som stod för utarbetandet av dokumentationen. Serietecknaren Mœbius (Jean Giraud) anlitades för att rita en tilldragande kartong. 1983 lanserades den första Alice-modellen, och 1985 den sista.

## System

### Alice
Den första modellen var i sin uppbyggnad i stort sett identisk med den amerikanska MC-10. En skillnad var dock att videoutgången var anpassad för att koppla in i en tv-apparat utrustad med SCART-kontakt. Processorn var en Motorola 6803, vilken var en variant på 6800 med inbyggda serieportar och multiplikationsinstruktioner. Datorn hade 4 Kbyte RAM-minne (3 Kbyte ledigt för användaren) och Microsoft BASIC i en 8 kbytes ROM. Grafiken, som var i färg, genererades av en 6847, också den från Motorola. Ljud genererades av en monofonisk pipmoj. Utvändigt skilde den sig från MC-10 genom sitt klarröda skal. Tangentbordet, med små, stumma tangenter i plast, avvek endast genom att det följde AZERTY-standard.
Det lilla RAM-minnet gjorde att grafiken var begränsad till en upplösning på 64x32 pixlar med 4 färger (6847:ans semigrafikläge 4). Med en minnesexpansion kunde man dock genom maskinkod komma åt högre upplösningar. I teckenläge fick man plats med 16 rader om 32 tecken.

### Alice 32
Alice 32 lanserades i början av 1984 till pris på 2 390 FF. Maskinen var utvändigt identisk med föregångaren, så när som på klistermärket med modellbeteckningen, som kom av det utökade minnet (16 Kbyte RAM + 16 Kbyte ROM = 32). För användaren var 8 av 16 Kbyte minne tillgängligt, då mer minne gick åt till den nya editorn och maskinkodsmonitorn, samt till de nya skärmlägena. Den gamla grafikkretsen hade nämligen bytts ut mot en EF9345P från SGS-Thomson.
Med EF9345P (och det utökade minnet) fick datorn en full upplösning på 320x250 pixlar och nya textlägen på 40x25 samt 80x25 tecken. BASIC-tolken medgav som mest nio färger, men 32 fanns tillgängliga för maskinkodsprogrammeraren. Också upplösningen begränsades av basicen till 160x125 med fyra färger.

### Alice 90
1985 lanserades den sista maskinen, Alice 90. Priset låg på 2 495 FF. Till skillnad från tidigare modeller hade Alice 90 ett nytt skal, rött och med avfasade kanter. Det gamla oergonomiska tangentbordet hade också bytts ut mot en mekanism med riktiga rörliga tangenter. Minnet hade utökats till 32 Kbyte och en SCART-kontakt fanns på baksidan, men i övrigt var elektroniken oförändrad, och helt bakåtkompatibel med Alice 32.

## Marknadsposition
Alice var från början tänkt som en dator för nybörjare, och detta tänkande var genomgående för alla modeller. Specifikationerna var blygsamma, och till viss del även priset. Några dyra tillbehör, såsom diskettstationer, erbjöds inte heller. Mottagandet på marknaden blev svalt, och Matra-Hachette kunde varken hävda sig mot inhemska och utländska konkurrenter, eller i offentliga upphandlingar. Stödet från tredje part var också svagt. Inga Alice-inriktade tidningar utkom (trots att Hachette var ett stort förlag), och nästan all hård- och mjukvara tillverkades eller gavs ut på Matras initiativ. När det framkom att Alice inte blev föremål för det franska skoldatoriseringsprogrammet lade Matra slutgiltigt ned sin tillverkning av hemdatorer, för att istället koncentrera sig på lösningar för kontor och industri.